# Ушин
38°35′55″ пн. ш. 108°50′21″ сх. д. / 38.59851° пн. ш. 108.83918° сх. д.
Ушин (кит. 乌审旗, пін. Wūshĕn Qí, трансліт. Uxin) — один із повітів КНР у складі префектури Ордос, Внутрішня Монголія. Адміністративний центр — містечко Гаруд.

## Географія
Ушин лежить на сході пустелі Му-Ус.

### Клімат
Хошун знаходиться у зоні, котра характеризується кліматом помірних степів та напівпустель. Найтепліший місяць — липень із середньою температурою 22,7 °C. Найхолодніший місяць — січень, із середньою температурою -9 °С.
| Клімат хошуну Ушин      | Клімат хошуну Ушин | Клімат хошуну Ушин | Клімат хошуну Ушин | Клімат хошуну Ушин | Клімат хошуну Ушин | Клімат хошуну Ушин | Клімат хошуну Ушин | Клімат хошуну Ушин | Клімат хошуну Ушин | Клімат хошуну Ушин | Клімат хошуну Ушин | Клімат хошуну Ушин | Клімат хошуну Ушин |
| Показник                | Січ.               | Лют.               | Бер.               | Квіт.              | Трав.              | Черв.              | Лип.               | Серп.              | Вер.               | Жовт.              | Лист.              | Груд.              | Рік                |
| Середній максимум, °C   | −1,6               | 2,5                | 9                  | 17,1               | 23,4               | 27,5               | 29                 | 26,7               | 22                 | 15,4               | 7,1                | 0,1                | 14,9               |
| Середня температура, °C | −9                 | −4,8               | 1,8                | 9,8                | 16,5               | 20,8               | 22,7               | 20,5               | 15,3               | 8,3                | −0,3               | −7,1               | 7,9                |
| Середній мінімум, °C    | −14,9              | −10,7              | −4,2               | 3                  | 9,4                | 14,1               | 16,8               | 15                 | 9,6                | 2,5                | −5,9               | −12,8              | 1,8                |
| Норма опадів, мм        | 1.8                | 3                  | 9.5                | 15.4               | 34.1               | 38.1               | 77.6               | 92.5               | 40.2               | 15.1               | 5                  | 1.5                | 333.8              |
| Вологість повітря, %    | 51                 | 47                 | 42                 | 36                 | 40                 | 47                 | 58                 | 65                 | 62                 | 55                 | 52                 | 51                 | 50.5               |
| ----------------------- | ------------------ | ------------------ | ------------------ | ------------------ | ------------------ | ------------------ | ------------------ | ------------------ | ------------------ | ------------------ | ------------------ | ------------------ | ------------------ |
| Джерело: data.cma.cn    |                    |                    |                    |                    |                    |                    |                    |                    |                    |                    |                    |                    |                    |